# Plectocryptus effeminatus
Plectocryptus effeminatus är en stekelart som först beskrevs av Johann Ludwig Christian Gravenhorst 1829.  Plectocryptus effeminatus ingår i släktet Plectocryptus och familjen brokparasitsteklar. Arten är reproducerande i Sverige. Inga underarter finns listade i Catalogue of Life.